# Catawba (Ohio)
Pour les articles homonymes, voir Catawba.
Le village de Catawba (en anglais [kəˈtɑːbə]) est situé dans le comté de Clark, dans l’État de l’Ohio, aux États-Unis. Lors du recensement de 2010, sa population s’élevait à 272 habitants.

## Source
- (en) Cet article est partiellement ou en totalité issu de l’article de Wikipédia en anglais intitulé « Catawba, Ohio » (voir la liste des auteurs).